# 越南电视台
越南電視（越南语：／，越南文缩写THVN；英文縮寫），又称越南国家电视台，是越南的國家电视台。該電視台由越南政府直接领导，其任务是“宣传党的观点、政府的政策和法律”。

## 历史
越南的第一家电视台于1966年在南越成立，名为“西贡电视台”，为“胡志明市电视台”的前身。同时还开播了由驻越美军设立的电视台。
1970年9月7日，在古巴的技术援助和训练下，北越也开播自己的国家级电视台：越南无线电视台，其隶属于越南之聲廣播電台，總部設於河內，以反制南越方面对北越的电视宣传。
1971年，北越政府成立“电视广播委员会”。越南战争后期，越南无线电视台转入山区播出，进行间断性的播放。
1975年，随着越南统一，越南无线电视台的播出范围扩大到越南全境。
1980年5月19日，越南无线電視台從越南之聲廣播電台分拆并更名为“越南中央电视台”，總部遷到阮志青路43号办公至今。此后越南各省、直辖市陆续设立省级电视台。
1986年起，越南中央電視台开始使用SECAM格式播出彩色电视节目。
1987年4月30日起，「越南中央電視台」更名為「越南電視台」。
1990年1月1日，越南电视台开播第二套节目，以科教节目为主。
1991年1月1日，越南电视台改为使用PAL格式播出彩色电视节目，同年越南电视台新闻综合频道上星播出。
1995年4月1日至1996年3月30日期间，越南电视台在河内试播第三套节目，以体育、娱乐节目为主。1995年4月30日，越南电视台全程直播了南北越南统一20周年庆祝活动，这是越南电视台第一次对重大时政事件进行报道。1995年9月1日起，越南电视台第四套节目开始试播，以对外节目为主。1996年3月31日，越南电视台第三套节目正式开播，同年越南电视台科学教育频道开始上星播出。同年11月19日起，越南电视台设立广告部（现为广告和电视服务中心）。
1997年，越南电视台的新闻节目开始以直播形式播出。
1998年1月1日起，越南电视台第四套节目正式开播；同年3月31日起，越南电视台综艺体育娱乐频道开始上星播出。
2000年4月27日，越南电视台第四套（国际频道）节目上星播出。
2002年2月10日至2007年2月15日期间，越南电视台第五套节目进行试播，以越南语及越南少数民族语言节目为主。
2003年10月10日起，越南电视台科学教育频道开播面向听障人士提供的新闻节目。
2006年9月1日起，越南电视台综艺体育娱乐频道开始全天24小时播出。
2007年2月16日起，越南电视台民族语言频道正式开播；同年4月29日，越南电视台第六套节目正式开播，以少年儿童节目为主，在河内地区通过有线电视播出；同年10月8日，越南电视台第九套节目开播，由越南电视台和胡志明市电视台共同管理。
2008年起，《凱旋曲》不再作为越南电视台各频道的开始曲。
2010年，越南电视台青少频道上星播出。
2011年6月15日，越南电视台新闻综合频道开始全天24小时播出。
2012年1月1日，越南电视台科学教育频道开始全天24小时播出。
2013年1月1日，越南电视台青少频道开始全天24小时播出。同年2月5日，新闻综合、科学教育、综艺体育娱乐频道节目的报时器改为全天显示。同年5月，青少频道开始全天显示报时器。同年3月31日-5月31日期间，越南电视台综艺体育娱乐频道试播高清版。同年6月1日，该频道开始高标清同播。同年9月7日，越南电视台青少频道开始高标清同播。
2014年3月23日，越南电视台新闻综合频道开始以16:9格式播出。3月31日，该频道开始高标清同播，越南电视台新闻综合、科学教育、综艺体育娱乐频道的报时器调整为24小时制；后于同年4月调整为两位报时器。同年6月8日起，越南电视台开设YouTube账号。同月起越南电视台各频道的台标调整为16:9格式。同年10月起，囯际频道、民语频道开始全天显示报时器。
2015年起，越南电视台科学工艺、青少、南部频道节目开始高标清同步播出，同年11月20日至12月31日期间，越南电视台第七套开始试播。以教育节目为主。
2016年1月1日起，越南电视台教育频道正式开播，同日起开播面向越南中西部地区的第八套节目。第五套节目加设面向越南南部地区的版本。同年2月28日起，「VTVgo」停止在YouTube的服务，同年10月17日起，第五套节目开播面向越南西原地区的版本。
2020年3月19日至2020年4月30日期间，因2019冠状病毒病疫情的影响，越南电视台科学工艺、综艺娱乐、民族语言（含地方版)、青少体育、中北部、南部频道的全天播出时间均改为19小时（早上5:00-次日凌晨0:00）。
2022年10月10日，VTV6停播，同時試播新的「VTV 芹苴」頻道。2022年10月13日，「VTV 芹苴」頻道开播。
2023年6月5日，越南電視台OTT平台VTVGO改版，除了越南電視台等7個全國性電視台外，越南各地方電視台頻道也可以在VTVGO平台播出。
2025年3月起，接收原越南多媒體通訊總公司、越南之聲电视部、國會頻道及人民報所屬人民電視台資源。

## 频道
越南国家电视台目前有11個頻道，8個全國頻道和3個地方頻道。
| 頻道名稱  | 语言                                           | 广播格式                    | 啟播時間                                             | 频道前身                              | 備註 |
| VTV1      | 越南语                                         | SD: PAL 576i 16:9 HD: 1080i | 1970年9月7日（1991年2月上星）                        |                                       | 越南电视台主频道，以政治、新闻节目为主。每晚19:00播出的《时事(晚間新聞)》为越南最重要的新闻节目，VTV3和VTV 芹苴聯播；越南其他國營電視頻道及各地方電視台同步轉播。 |
| VTV2      | 越南语                                         | SD: PAL 576i 16:9 HD: 1080i | 1990年1月1日（1996年上星）                           | 科学教育频道                          | 以科教节目为主，也会播放少量电视剧和体育节目。 |
| VTV3      | 越南语                                         | SD: PAL 576i 16:9 HD: 1080i | 1996年3月31日（1998年3月31日上星）                   | 体育-娱乐-经济信息频道                | 播放影视剧、体育、娱乐及经济节目，是越南最受欢迎的电视频道之一。                                                                                                  |
| VTV4      | 越南语为主，兼有英语、法语、汉语、日语、俄语等 | SD: PAL 576i 16:9 HD: 1080i | 1998年4月1日（2000年4月27日上星，2018年3月31日下星） |                                       | 对国际广播频道，以在越外国人和海外的越南侨胞为主要对象。 |
| VTV5      | 越南语为主，兼有少数民族语言                   | SD: PAL 576i 16:9 HD: 1080i | 2002年2月10日                                        |                                       | 以少数民族居民为对象，播放含苗语、傣担语、瑶语、岱依语、侬语、芒语、高栏语、布鲁语等少数民族语言的节目。                                                          |
| VTV5 西南 | 越南语、高棉语                                 | SD: PAL 576i 16:9 HD: 1080i | 2016年1月1日                                         | VTV芹苴2频道                          | VTV5的区域版本之一。面向越南西南地区的少数民族语言电视频道。总控位于芹苴。                                                                                        |
| VTV5 西原 | 越南语、各少数民族语言                         | SD: PAL 576i 16:9 HD: 1080i | 2016年10月17日                                       |                                       | VTV5的区域版本之一。面向越南西原地区、中南部地区的少数民族语言电视频道。总控位于河内。                                                                            |
| VTV 芹苴  | 越南语                                         | SD: PAL 576i 16:9 HD: 1080i | 2022年10月13日                                       | VTV6（青少體育频道）                  | 是面向越南湄公河三角洲地区的电视频道，取代已停播的VTV6（青少體育频道）。                                                                                          |
| VTV7      | 以越南语为主，兼有其他外语                     | SD: PAL 576i 16:9 HD: 1080i | 2016年1月1日                                         |                                       | 越南国家教育电视频道，合作伙伴为韩国教育放送公社（EBS）和日本放送协会（NHK）。                                                                                    |
| VTV8      | 越南语                                         | SD: PAL 576i 16:9 HD: 1080i | 2016年1月1日                                         | VTV顺化频道、VTV岘港频道、VTV富安频道 | 由原VTV顺化、VTV岘港和VTV富安3个地方电视频道合并而成。总控位于岘港。是面向越南西原地区、中北部地区的电视频道。                                                    |
| VTV9      | 越南语                                         | SD: PAL 576i 16:9 HD: 1080i | 2007年10月8日                                        | VTV芹苴1频道                          | 2016年1月1日，原地方电视频道VTV芹苴1频道与VTV9合并，成立新的VTV9。总控位于胡志明市。是面向越南南部地区的电视频道。                                                |

### 已停播頻道
- VTV6（青少體育少儿频道）：2007年4月29日至2022年10月9日播出，前稱青少頻道，以播出流行音樂、少年儿童节目和體育節目为主[5]。

## 分支机构
截至2023年12月，越南电视台的越南国外分支机构共设有十二个：
| 機構所在地               | 负责範圍                           |
| ------------------------ | ---------------------------------- |
| 老挝万象                 | 老挝和泰国                         |
| 柬埔寨金边               | 柬埔寨                             |
| 新加坡                   | 东盟                               |
| 中华人民共和国北京市     | 中国大陆                           |
| 日本東京                 | 日本和韩国                         |
| 俄罗斯莫斯科             | 独联体各个国家                     |
| 阿拉伯联合酋长国阿布扎比 | 中东、北非和南亚                   |
| 比利时布鲁塞尔           | 欧洲联盟成员国                     |
| 英国伦敦                 | 英国、爱尔兰和挪威                 |
| 美国华盛顿哥伦比亚特区   | 美国，但不包括美国东北部和美国西部 |
| 美国纽约市               | 美国东北部                         |
| 美国洛杉矶               | 美国西部                           |

## 其他
除VTV 芹苴和VTV7外，越南電視台的大部分频道为全天候播出，VTV2、VTV3、VTV5和VTV芹苴为體育賽事（如越南足球聯賽）的直播頻道。越南電視台擁有越南國家足球隊賽事的獨家轉播權。
越南電視台還和維亞康姆共同開設越南版本的MTV，於2011年7月1日開播，由越南电视台有线电视节目编辑部（VTVpcd）负责，从2015年2月起由总部胡志明市的《国际传媒集团股份有限公司》（IMC Group）管理。
此外，越南有线电视总公司（VTVCab，2013年5月之前叫VCTV），西贡旅游有线电视有限公司 (SCTV) (与西贡旅游总公司 (Saigontourist) 合资) 和越南数码卫星电视有限公司 (VSTV/K+) (与法国Canal+合资)皆为越南電視台管理。
此外，以制作大型节目、电视剧等为主的越南电视剧制作中心也归属于越南電視台管理。

## 国际合作

### 与中华人民共和国方面
2017年7月13日，越南电视台与浙江广播电视集团合作签字仪式，这是继中国中央电视台和上海广播电视台之后中国第三家电视台与越南电视台合作。